# Chave de Rautek
Chave de Rautek é uma manobra executada para remoção rápida de uma vítima de acidente automobilístico  com suspeita de lesão na coluna cervical a ser realizada por um socorrista ou pessoal treinado, que permite a extricação da vítima por uma pessoa sem o uso de equipamentos, desde que a vítima esteja no banco dianteiro não encarceirada (a vítima deve ser acessível pela porta dianteira). A manobra só é indicada em casos de extrema necessidade de extricação do veículo, como parada cardiorrespiratória ou risco de incêndio.

## Execução
Após realização do ABC rápido - exame dos dados vitais - e de outras tarefas que antecedem o resgate (como sinalização, análise de riscos de novos acidentes e da real necessidade de execução da manobra, pedido de socorro especializado), deve-se seguir os seguintes passos:
- Liberar o cinto de segurança e os pés da vítima.
- Com o rosto voltado para a frente do carro, passar o braço direito por trás do ombro direito da vítima e, em seguida, sob sua axila.
- Pressionar a face da vítima contra a do socorrista com a mão esquerda, para garantir estabilidade ao pescoço.
- Segurar, com sua mão direita, a vítima pela roupa (cinto da calça, por exemplo) junto com seu braço direito.
- Girar a vítima 90º graus para a direita e removê-la vagarosamente.[1][2]